# Donald Cary Williams
Pour les articles homonymes, voir Williams et Donald Williams.
Donald Cary Williams, né le 28 mai 1899 — mort le 16 janvier 1983, est un philosophe américain, professeur à l'université de Californie à Los Angeles et à l'université Harvard (de 1939 à 1967). Il est partisan du réalisme scientifique et de l'empirisme en épistémologie, mais il est surtout connu pour avoir introduit le concept linguistique de « trope » au sein même de la métaphysique analytique. Pour Williams, les tropes sont des propriétés particulières abstraites qu'il qualifie d'« alphabet de l'être ».
Williams a également publié un livre sur le problème de l'induction, The Ground of Induction (1947), qui affirme que la fiabilité de l'échantillonnage statistique résout le scepticisme de Hume à propos de l'induction.
Nicholas Wolterstorff et David Lewis ont été ses étudiants.

## Conceptions philosophiques
David C. Williams soutient une conception philosophique qu'il qualifie lui-même de « réalisme empirique ». Elle se caractérise par deux thèses qui sont généralement considérées comme incompatibles :
1. une thèse « réaliste » qui considère que le monde existe indépendamment de nos représentations (perceptives ou intellectuelles) et qu'une connaissance valide en est possible ;
2. une thèse empiriste qui affirme que toute notre connaissance consiste en une conceptualisation de notre expérience sensorielle.

Williams considère que le monde se compose non seulement d'individus ou « particuliers concrets » (comme Socrate), mais aussi et avant tout de « particuliers abstraits » qu'il appelle également « tropes » (comme la sagesse de Socrate). Les tropes résident dans les individus concrets et ils constituent ce que Williams nomme de façon métaphorique  l'« alphabet de l'être » – constituants fondamentaux de toute réalité.

### Ouvrages
- 1947. The Ground of Induction. Harvard University Press.  (ISBN 0674432126)
- 1966. Principles of Empirical Realism: Philosophical Essays. Charles C. Thomas. (ASIN B0018HMCIC)
- 2018. The Elements and Patterns of Being: Essays in Metaphysics. Oxford University Press.  (ISBN 9780198810384)

### Sélection d'articles
- 1931. The Nature of Universals and of Abstractions. The Monist 41(4): 583-93.
- 1933. The Innocence of the Given. Journal of Philosophy 30(23): 617-28.
- 1934. Truth, Error and the Location of the Datum. Journal of Philosophy 31(16): 428-38.
- 1934. The Argument for Realism. The Monist 44(2): 186-209.
- 1937/1938. The Realistic Interpretation of Scientific Sentences. Erkenntnis 7(1): 169-78.
- 1937/1938. The Realistic Interpretation of Scientific Sentences II. Erkenntnis 7(1): 375-82.
- 1938. The Nature and Variety of the A Priori. Analysis 5(6): 85-94.
- 1944. Naturalism and the Nature of Things. Philosophical Review 53(5): 417-43.
- 1951. The Sea Fight Tomorrow. In Structure, Method and Meaning, ed. P. Henle, H. M. Kallen and S. K. Langer. New York: Liberal Arts Press.
- 1951. The Myth of Passage. Journal of Philosophy 48(15): 457-71.
- 1953. On the Elements of Being: I. Review of Metaphysics 7(1): 3-18.
- 1953. On the Elements of Being: II. Review of Metaphysics 7(2): 171-92.
- 1959. Mind as a Matter of Fact. Review of Metaphysics 13(2): 203-25.
- 1962. Dispensing with Existence. Journal of Philosophy 59(23): 748-63.
- 1963. Necessary Facts. Review of Metaphysics 16(4): 601-26.
- 1986. Universals and Existents. Australasian Journal of Philosophy 64(1): 1-14.